# Dicranomyia (Dicranomyia) harmonia
Dicranomyia (Dicranomyia) harmonia is een tweevleugelige uit de familie steltmuggen (Limoniidae). De soort komt voor in het Afrotropisch gebied.